# Ladies German Open
Die Ladies German Open waren ein internationales Golfturnier der Ladies-European Tour (LET). Es wurde mit Unterbrechungen von 1984 bis 2014 in verschiedenen Golfclubs und mit wechselnden Sponsoren ausgetragen.
Mit 350.000 Euro Preisgeld lag die Veranstaltung zuletzt im guten Durchschnitt der europäischen Turnierserie der Damen-Profigolferinnen. Mit einem Zuschauerdurchschnitt von circa 30.000 Besuchern während der gesamten Turnierwoche waren die Ladies German Open das größte Damen-Berufsgolfer-Turnier in Deutschland.
Veranstalter war die Deutsche Golf Sport GmbH.
Die Engländerin Joanne Morley und die Schwedin Liselotte Neumann gewannen das Turnier jeweils zweimal.
Nachdem sich 2013 ein langjähriger Sponsor zurückgezogen hatte, konnte für 2014 noch einmal ein Sponsor gefunden werden. Im Jahr darauf musste das Turnier jedoch abgesagt werden. Offiziell eingestellt wurde das Turnier jedoch nicht.

## Sieger
| Jahr                                           | Anlage                                   | Gewinner                                 | Land                                     | Score                                    | Abstand                                  | Runner(s)-up                             | Land                                     |
| Ladies German Open presented by Marriott       | Ladies German Open presented by Marriott | Ladies German Open presented by Marriott | Ladies German Open presented by Marriott | Ladies German Open presented by Marriott | Ladies German Open presented by Marriott | Ladies German Open presented by Marriott | Ladies German Open presented by Marriott |
| ---------------------------------------------- | ---------------------------------------- | ---------------------------------------- | ---------------------------------------- | ---------------------------------------- | ---------------------------------------- | ---------------------------------------- | ---------------------------------------- |
| 2014                                           | Wörthsee                                 | Kylie Walker                             | Schottland                               | 263 (−25)                                | Playoff                                  | Charley Hull                             | England                                  |
| Unicredit Ladies German Open presented by Audi |                                          |                                          |                                          |                                          |                                          |                                          |                                          |
| 2013                                           | Golfpark Gut Häusern                     | Carlota Ciganda                          | Spanien                                  | 101 (−6)                                 | Playoff                                  | Charley Hull                             | England                                  |
| 2012                                           | Golfpark Gut Häusern                     | Anne-Lise Caudal                         | Frankreich                               | 275 (−13)                                | Playoff                                  | Laura Davies                             | England                                  |
| 2011                                           | Golfpark Gut Häusern                     | Diana Luna                               | Italien                                  | 264 (−24)                                | 7 strokes                                | Minea Blomqvist                          | Finnland                                 |
| 2010                                           | Golfpark Gut Häusern                     | Laura Davies                             | England                                  | 277 (−11)                                | 2 strokes                                | Melissa Reid                             | England                                  |
| HypoVereinsbank Ladies German Open             |                                          |                                          |                                          |                                          |                                          |                                          |                                          |
| 2009                                           | Golfpark Gut Häusern                     | Jade Schaeffer                           | Frankreich                               | 275 (−13)                                | Playoff                                  | Paula Martí                              | Spanien                                  |
| 2008                                           | Golfpark Gut Häusern                     | Amy Yang                                 | Südkorea                                 | 267 (−21)                                | 4 strokes                                | Louise Stahle                            | Schweden                                 |
| 2002–2007                                      | No tournament                            | No tournament                            | No tournament                            | No tournament                            | No tournament                            | No tournament                            | No tournament                            |
| Palmerston Ladies’ German Open                 |                                          |                                          |                                          |                                          |                                          |                                          |                                          |
| 2001                                           | Bad Saarow                               | Karine Icher                             | Frankreich                               | 210 (−6)                                 | 1 stroke                                 | Suzann Pettersen                         | Norwegen                                 |
| stilwerk Ladies’ German Open                   |                                          |                                          |                                          |                                          |                                          |                                          |                                          |
| 2000                                           | Treudelberg                              | Joanne Morley                            | England                                  | 274 (−14)                                | 2 strokes                                | Raquel Carriedo                          | Spanien                                  |
| 1999                                           | Treudelberg                              | Anne-Marie Knight                        | Australien                               | 278 (−10)                                | 1 stroke                                 | Sophie Gustafson                         | Schweden                                 |
| 1999                                           | Treudelberg                              | Anne-Marie Knight                        | Australien                               | 278 (−10)                                | 1 stroke                                 | Laura Davies                             | England                                  |
| Ladies’ German Open                            |                                          |                                          |                                          |                                          |                                          |                                          |                                          |
| 1998                                           | Treudelberg                              | Lora Fairclough                          | England                                  | 282 (−10)                                | 3 strokes                                | Stephanie Dallongeville                  | Frankreich                               |
| 1998                                           | Treudelberg                              | Lora Fairclough                          | England                                  | 282 (−10)                                | 3 strokes                                | Joanne Morley                            | England                                  |
| 1997                                           | Treudelberg                              | Joanne Mills                             | Australien                               | 283 (−9)                                 | Playoff                                  | Lynnette Brooky                          | Neuseeland                               |
| 1996                                           | Treudelberg                              | Joanne Morley                            | England                                  | 281 (−11)                                | 4 strokes                                | Maria Hjorth                             | Schweden                                 |
| Maredo German Open                             |                                          |                                          |                                          |                                          |                                          |                                          |                                          |
| 1995                                           | Treudelberg                              | Rachel Hetherington                      | Australien                               |                                          |                                          |                                          |                                          |
| 1992–1994                                      | No tournament                            | No tournament                            | No tournament                            | No tournament                            | No tournament                            | No tournament                            | No tournament                            |
| Lufthansa Ladies’ German Open                  |                                          |                                          |                                          |                                          |                                          |                                          |                                          |
| 1991                                           | Wörthsee                                 | Florence Descampe                        | Belgien                                  |                                          |                                          |                                          |                                          |
| 1990                                           | Wörthsee                                 | Ayako Okamoto                            | Japan                                    |                                          |                                          |                                          |                                          |
| 1989                                           | Wörthsee                                 | Alison Nicholas                          | England                                  | 269 (−19)                                | 5 strokes                                | Patricia Gonzalez                        | Kolumbien                                |
| BMW Ladies’ German Open                        |                                          |                                          |                                          |                                          |                                          |                                          |                                          |
| 1988                                           | Hubbelrath                               | Liselotte Neumann                        | Schweden                                 |                                          |                                          |                                          |                                          |
| 1987                                           | Wendlohe                                 | Marie-Laure Taya                         | Frankreich                               | 275 (−13)                                | 5 strokes                                | Dale Reid                                | Schottland                               |
| 1986                                           | Olching                                  | Liselotte Neumann                        | Schweden                                 |                                          |                                          |                                          |                                          |
| LBS Ladies’ German Open                        |                                          |                                          |                                          |                                          |                                          |                                          |                                          |
| 1985                                           | Braunfels                                | J Brown                                  |                                          |                                          |                                          |                                          |                                          |
| 1984                                           | Braunfels                                | Beverly Huke                             | England                                  |                                          |                                          |                                          |                                          |